# Psychoda cristata
Psychoda cristata és una espècie d'insecte dípter pertanyent a la família dels psicòdids que es troba a Austràlia: Victòria.